# Jerome megye
Jerome megye az Amerikai Egyesült Államokban, azon belül Idaho államban található. Megyeszékhelye és legnagyobb városa Jerome. Lakosainak száma 24 237 fő (2020. április 1.).

## Szomszédos megyék
- Lincoln megye (észak)
- Minidoka megye (kelet)
- Cassia megye (délkelet)
- Twin Falls megye (dél)
- Gooding megye (nyugat)

## Népesség
A megye népességének változása:
| Lakosok száma | 22 453 | 22 489 | 22 461 | 22 514 | 22 814 | 24 237 |
|               | 2010   | 2011   | 2012   | 2013   | 2015   | 2020   |